# Čovek u praznoj sobi
Čovek u praznoj sobi je drama Slobodana Žikića, po kojoj je napravljen TV film reditelja Slobodana Ž. Jovanovića, u produkciji Radio Televizije Srbije iz 1994. godine u trajanju od 65 minuta.

## Sadržaj
U praznoj, iznajmljenoj sobi pisac piše svoje delo. To delo nastaje polako uz svu muku stvaranja i preispitivanja samog pisca o smislu. Ali, kao da to nije dovoljno. Likovi koje je pisac izmislio bukvalno oživljavaju. Da bi ih prikrio, pisac ulazi u sukob sa svojom ekscentričnom stanodavkom koja je između ostalog i zaljubljena u njega. Pisac se sukobljava i sa svojim likovima što dovodi do njegovog ubistva, odnosno samoubistva i jedne „divne“ sahrane na kojoj igraju oni koje je on oživeo.

## Uloge
| Glumac              | Uloga                               |
| ------------------- | ----------------------------------- |
| Tomislav Trifunović | pisac/đavo                          |
| Radmila Živković    | stanodavka/propala operska pevačica |
| Bosiljka Boci       | piščeva majka                       |
| Milutin Butković    | pacolovac-baletmajstor              |
| Boris Andrušević    | piščev otac                         |
| Brankо Pеtkоvić     |                                     |

## Spoljašnje veze
- Čovek u praznoj sobi на веб-сајту  (језик: енглески)
- Covek u praznoj sobi (1994) domaci film на веб-сајту